# Борковський Пантелеймон
Пантелеймон (Леон, Панталеон) Борко́вський (нар. 8 серпня 1824, Катина — пом. 1 квітня 1911, Живець) — український оперний та камерний співак (бас-профундо).

## Біографія
Народився 8 серпня 1824 року в селі Катині (тепер село Катина Самбірського району Львівської області, Україна). Закінчив Львівський університет. У 1853–1855 роках приватно навчався вокалу у Німеччині.
Вперше виступив на сцені Львівської опери у 1853 році. У 1855–1856 роках — соліст Амстердамської; у 1856—1857 та 1866—1867 роках — Краківської опер; у 1857—1859 роках і в 1872 році — Великого театру у Варшаві; у 1859–1860 і 1872–1880 роках — Львівської опери. У 1881–1883 роках — соліст українського хору студентів (разом із Юліаном Закревським і Олександром Мишугою) та чоловічого хору оперних співаків (диригент Анатоль Вахнянин) у Львові. Виступав також на оперних сценах театрів Москви (1853), Вроцлава (1856), Тарнова (1857), Відня (1871). У 1860—1880-х роках виступав з концертами у Львові, Добромилі, Самборі, Бродах, де виконував твори Миколи Лисенка, Михайла Вербицького, Марка Кропивницького українською мовою.
Помер 1 квітня 1911 року у місті Живці.

## Творчість
Володів голосом широкого діапазону з особливо розвинутими середнім і нижнім регістрами. Як камерний співак виконував твори українських та зарубіжних композиторів, а також народні пісні. Виконав партії:
- Стольник, Сколуб («Галька», «Зачарований замок» Станіслава Монюшка);
- Кардинал («Дочка кардинала» Фроманталя Галеві);
- Командор («Дон Жуан» Вольфганга Амадея Моцарта),;
- Дон Базиліо («Севільський цирульник» Джоаккіно Антоніо Россіні);
- Сільва, Спарафуліче, Феррандо («Ернані», «Ріголетто», «Трубадур» Джузеппе Верді);
- Марсель, Бертрам, Дон Педро, Захарій («Гуґеноти», «Роберт-диявол», «Африканка», «Пророк» Джакомо Мейєрбера);
- Рудольф, Оровез («Сомнамбула», «Норма» Вінченцо Белліні).

Голос співака записаний у Варшаві на фірмі «Пате» (єдина платівка).